# آنیبا (نوبه)

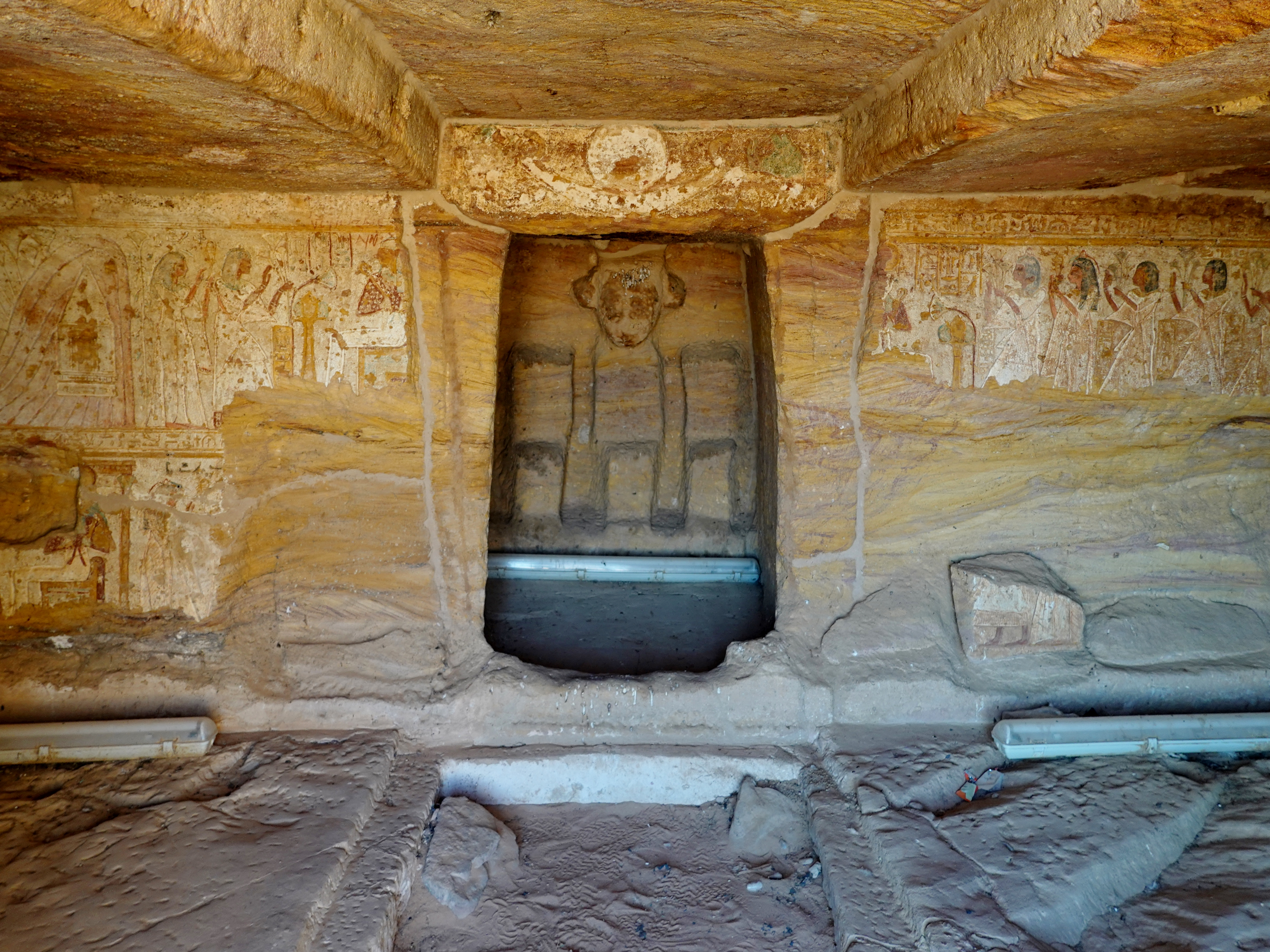
آرامگاه پننو، نمای از ورودی آرامگاه

آنیبا (انگلیسی: Aniba) روستایی در نوبه، در حدود ۲۳۰ کیلومتری جنوب اسوان بود. این مکان امروزه توسط دریاچه ناصر غرق شده‌است. در قدیم این شهر مهم میام نامیده می‌شد. منطقه اطراف شهر یکی از حاصل‌خیزترین مناطق در نوبه سفلی بود.
قدیمی‌ترین بقایای آنیبا به حدود ۳۰۰۰ سال پیش از میلاد مسیح برمی‌گردد و متعلق به فرهنگ گروه A است. چندین گورستان متعلق به آنها یافت شده است. در پادشاهی میانه (حدود ۲۰۰۰ تا ۱۷۰۰ پیش از میلاد) این منطقه توسط مصریان اداره می‌شد و در سلسله دوازدهم، قلعه‌ای با شهری کوچک ساخته شد. در آغاز پادشاهی نوین مصر (حدود ۱۵۵۰ پیش از میلاد) این شهر به ابعادی حدود ۲۰۰ در ۴۰۰ متر با دیوار و دروازه گسترش یافت. در طول پادشاهی نوین مصر، شهر رشد کرد و چندین حومه داشت. در داخل خود شهر، معبد حوروس میام قرار داشت. هنگام کاوش، به خوبی حفظ نشده بود، اما پایه‌های آن ممکن است به پادشاهی میانه مربوط باشد. در شمال شهر، یک روستای نوبیایی متعلق به فرهنگ گروه C قرار داشت.
در اطراف شهر گورستان‌های عظیمی وجود داشت که برخی از آنها متعلق به نوبی‌ها بودند، اما مقبره‌های دیگر به سبک کاملاً مصری ساخته شده بودند. به طور قطعی مشخص نیست که آیا افرادی که در اینجا دفن شده‌اند، نوبی‌هایی بودند که فرهنگ مصری را پذیرفته بودند یا مصری‌های بومی. یک مقبره نسبتاً ساده متعلق به نایب‌السلطنه کوش پینهسی، شخص مهمی که از منابع دیگر نیز شناخته شده است، بود.
سرامیک‌های این مکان اخیراً دوباره مورد تجزیه و تحلیل قرار گرفتند و بسیاری از مقبره‌هایی که در ابتدا تصور می‌شد مربوط به دوره پادشاهی جدید باشند، به عنوان مقبره‌هایی از دوره دوم میانی مصر شناسایی شدند و بدین ترتیب درک ما از گاهشماری این مکان تغییر کرد.
فلزکاری‌های گروه C، دوره دوم میانی و پادشاهی جدید از آنیبا اخیراً مورد تجزیه و تحلیل قرار گرفته و مشخص شده است که از مس آرسنیک و برنز قلع ساخته شده‌اند و احتمالاً از قبرس سرچشمه گرفته‌اند.
یک مقبره سنگی تزئین شده متعلق به نماینده نوبیای سفلی پنوت به عنوان بخشی از تلاش بین‌المللی برای حفظ بناهای تاریخی نوبیا به آمادای جدید منتقل شد. دفتر مرکزی این دفتر به احتمال زیاد در آنیبا بوده است.